# Lijst van voetbalinterlands Moldavië - Polen
Deze lijst van voetbalinterlands is een overzicht van alle officiële voetbalwedstrijden tussen de nationale teams van Moldavië en Polen. De landen speelden tot op heden negen keer tegen elkaar. De eerste ontmoeting, een kwalificatiewedstrijd voor het Wereldkampioenschap voetbal 1998, werd gespeeld in Katowice op 10 november 1996. Het laatste duel, een vriendschappelijke wedstrijd, vond plaats op 6 juni 2025 in Chorzów.

## Wedstrijden
| № | Plaats                     | Datum             | Competitie           | Wedstrijd        | Uitslag |
| - | -------------------------- | ----------------- | -------------------- | ---------------- | ------- |
| 1 | Katowice                   | 10 november 1996  | WK 1998 kwalificatie | Polen – Moldavië | 2 – 1   |
| 2 | Chisinau                   | 7 oktober 1997    | WK 1998 kwalificatie | Moldavië – Polen | 0 – 3   |
| 3 | Vila Real de Santo António | 6 februari 2011   | Vriendschappelijk    | Polen – Moldavië | 1 – 0   |
| 4 | Wrocław                    | 11 september 2012 | WK 2014 kwalificatie | Polen − Moldavië | 2 − 0   |
| 5 | Chisinau                   | 7 juni 2013       | WK 2014 kwalificatie | Moldavië − Polen | 1 − 1   |
| 6 | Abu Dhabi                  | 20 januari 2014   | Vriendschappelijk    | Moldavië − Polen | 0 − 1   |
| 7 | Chisinau                   | 20 juni 2023      | EK 2024 kwalificatie | Moldavië − Polen | 3 − 2   |
| 8 | Warschau                   | 15 oktober 2023   | EK 2024 kwalificatie | Polen − Moldavië | 1 − 1   |
| 9 | Chorzów                    | 6 juni 2025       | Vriendschappelijk    | Polen − Moldavië | 2 − 0   |

## Samenvatting
| Competitie        | Totaal gespeeld | Winst Moldavië | Gelijk | Winst Polen | Doelsaldo Moldavië – Polen |
| ----------------- | --------------- | -------------- | ------ | ----------- | -------------------------- |
| WK-kwalificatie   | 4               | 0              | 1      | 3           | 2 − 8                      |
| EK-kwalificatie   | 2               | 1              | 1      | 0           | 4 − 3                      |
| Vriendschappelijk | 3               | 0              | 0      | 3           | 0 − 4                      |
| Totaal            | 9               | 1              | 2      | 6           | 6 − 15                     |

## Details

### Eerste ontmoeting
| WK 1998 kwalificatie (Katowice, Polen, 10 november 1996): |       |                             |
| Polen                                                     | 2 – 1 | Moldavië                    |
| Henryk Bałuszyński 3' Krzysztof Warzycha 77' (pen.)       | goals | 83' (pen.) Sergei Clescenco |

### Tweede ontmoeting
| WK 1998 kwalificatie (Chisinau, Moldavië, 7 oktober 1997): |       |                                                                   |
| Moldavië                                                   | 0 – 3 | Polen                                                             |
|                                                            | goals | 23' Andrzej Juskowiak 55' Andrzej Juskowiak 60' Andrzej Juskowiak |

### Derde ontmoeting
| Vriendschappelijk (Vila Real de Santo António, Portugal, 6 februari 2011): |       |          |
| Polen                                                                      | 1 – 0 | Moldavië |
| David Plizga 15'                                                           | goals |          |

### Vierde ontmoeting
| WK 2014 kwalificatie (Wrocław, Polen, 11 september 2012): |       |          |
| Polen                                                     | 2 – 0 | Moldavië |
| Jakub Błaszczykowski 33' (pen.) Jakub Wawrzyniak 81'      | goals |          |

### Vijfde ontmoeting
| WK 2014 kwalificatie (Chisinau, Moldavië, 7 juni 2013): |       |                         |
| Moldavië                                                | 1 – 1 | Polen                   |
| Eugen Sidorenco 37'                                     | goals | 7' Jakub Błaszczykowski |

### Zesde ontmoeting
| Vriendschappelijk (Abu Dhabi, Verenigde Arabische Emiraten, 20 januari 2014):                |       |                  |
| Moldavië                                                                                     | 0 – 1 | Polen            |
|                                                                                              | goals | 10' Paweł Brożek |
| - Debuut van Michał Miśkiewicz (Wisła Kraków) en Wojciech Golla (Pogoń Szczecin) voor Polen. |       |                  |

FMF · A-internationals · Bondscoaches · Moldavisch vrouwenelftal · Moldavië U21 · Moldavië U20 · Moldavië U19 · Moldavië U18 · Moldavië U17 · Moldavië U16
1990 – 1999 ·
2000 – 2009 ·
2010 – 2019 ·
2020 − 2029
1991 · 1992 · 1993 · 1994 · 1995 · 1996 · 1997 · 1998 · 1999 · 2000 · 2001 · 2002 · 2003 · 2004 · 2005 · 2006 · 2007 · 2008 · 2009 · 2010 · 2011 · 2012 · 2013 · 2014 · 2015 · 2016 · 2017 · 2018 · 2019 · 2020 · 2021 · 2022 · 2023 · 2024
Albanië ·
Andorra ·
Armenië ·
Azerbeidzjan ·
Bosnië en Herzegovina ·
Bulgarije ·
Canada ·
Cyprus ·
Denemarken · 
Duitsland ·
El Salvador · 
Engeland ·
Estland ·
Faeröer ·
Finland ·
Frankrijk ·
Georgië ·
Gibraltar ·
Griekenland ·
Hongarije ·
Ierland ·
IJsland ·
Indonesië ·
Israël ·
Italië ·
Ivoorkust ·
Jordanië ·
Kaaimaneilanden ·
Kameroen ·
Kazachstan ·
Kirgizië ·
Kosovo ·
Kroatië ·
Letland ·
Liechtenstein ·
Litouwen ·
Luxemburg ·
Malta ·
Montenegro ·
Nederland ·
Noord-Ierland ·
Noord-Macedonië ·
Noorwegen ·
Oeganda ·
Oekraïne ·
Oostenrijk ·
Polen ·
Portugal ·
Qatar ·
Roemenië ·
Rusland ·
San Marino ·
Saoedi-Arabië ·
Schotland ·
Servië ·
Slovenië ·
Slowakije ·
Tsjechië ·
Turkije ·
Venezuela ·
Verenigde Arabische Emiraten ·
Verenigde Staten ·
Wales ·
Wit-Rusland ·
Zuid-Korea ·
Zweden ·
Zwitserland
Poolse voetbalbond · A-internationals · Selecties · Statistieken · Pools vrouwenelftal · Olympisch elftal · Polen U21 · Polen U20 · Polen U19 · Polen U18 · Polen U17 · Polen U16
1921 – 1929 ·
1930 – 1939 ·
1940 – 1949 ·
1950 – 1959 ·
1960 – 1969 ·
1970 – 1979 ·
1980 – 1989 ·
1990 – 1999 ·
2000 – 2009 ·
2010 – 2019 ·
2020 – 2029
EK 2008 · 
EK 2012 · 
EK 2016 · 
EK 2020
WK 1938 ·
WK 1974 ·
WK 1978 ·
WK 1982 ·
WK 1986 ·
WK 2002 ·
WK 2006 ·
WK 2018
OS 1924 ·
OS 1936 ·
OS 1972 ·
OS 1976 ·
OS 1992
1921 · 
1922 · 
1923 · 
1924 · 
1925 · 
1926 · 
1927 · 
1928 · 
1929 · 
1930 · 
1931 · 
1932 · 
1933 · 
1934 · 
1935 · 
1936 · 
1937 · 
1938 · 
1939 · 
1940–1946 · 
1947 · 
1948 · 
1949 · 
1950 · 
1951 · 
1952 · 
1953 · 
1954 · 
1955 · 
1956 · 
1957 · 
1958 · 
1959 · 
1960 · 
1961 · 
1962 · 
1963 · 
1964 · 
1965 · 
1966 · 
1967 · 
1968 · 
1969 · 
1970 · 
1971 · 
1972 · 
1973 · 
1974 · 
1975 · 
1976 · 
1977 · 
1978 · 
1979 · 
1980 · 
1981 · 
1982 · 
1983 · 
1984 · 
1985 · 
1986 · 
1987 · 
1988 · 
1989 · 
1990 · 
1991 · 
1992 · 
1993 · 
1994 · 
1995 · 
1996 · 
1997 · 
1998 · 
1999 · 
2000 · 
2001 · 
2002 · 
2003 · 
2004 · 
2005 · 
2006 · 
2007 · 
2008 · 
2009 · 
2010 · 
2011 · 
2012 · 
2013 · 
2014 ·
2015 ·
2016 ·
2017 ·
2018 ·
2019 ·
2020 ·
2021
Albanië ·
Algerije ·
Andorra ·
Argentinië ·
Armenië ·
Australië ·
Azerbeidzjan ·
België ·
Bolivia ·
Bosnië en Herzegovina ·
Brazilië ·
Bulgarije ·
Canada ·
Chili ·
China ·
Colombia ·
Costa Rica ·
Cyprus ·
DDR ·
Denemarken ·
Duitsland ·
Ecuador ·
Egypte ·
Engeland ·
Estland ·
Faeröer · 
Finland ·
Frankrijk ·
Georgië ·
Gibraltar ·
Griekenland ·
Guatemala ·
Haïti ·
Hongarije ·
Ierland ·
India ·
Irak ·
Iran ·
Israël ·
Italië ·
Ivoorkust ·
IJsland ·
Japan ·
Joegoslavië ·
Kameroen ·
Kazachstan ·
Koeweit ·
Kroatië ·
Letland ·
Libië ·
Liechtenstein ·
Litouwen ·
Luxemburg ·
Marokko ·
Malta ·
Mexico ·
Moldavië ·
Montenegro ·
Nederland ·
Nieuw-Zeeland ·
Nigeria ·
Noord-Ierland ·
Noord-Korea ·
Noord-Macedonië ·
Noorwegen ·
Oekraïne ·
Oostenrijk ·
Peru ·
Portugal ·
Roemenië ·
Rusland ·
San Marino ·
Saoedi-Arabië · 
Schotland ·
Senegal ·
Servië ·
Servië en Montenegro · 
Singapore ·
Slovenië ·
Slowakije ·
Sovjet-Unie ·
Spanje ·
Thailand · 
Tsjechië ·
Tsjecho-Slowakije ·
Tunesië ·
Turkije ·
Uruguay ·
Verenigde Arabische Emiraten ·
Verenigde Staten ·
Wales ·
Wit-Rusland ·
Zuid-Afrika ·
Zuid-Korea ·
Zweden ·
Zwitserland
België (1982) ·
Colombia (2018) ·
Costa Rica (2006) ·
Duitsland (2006) ·
Duitsland (2008) ·
Duitsland (2016) ·
Ecuador (2006) ·
Frankrijk (1982) ·
Frankrijk (2022) ·
Griekenland (2012) ·
Italië (1982, 1) ·
Italië (1982, 2) ·
Japan (2018) ·
Kameroen (1982) ·
Kroatië (2008) ·
Noord-Ierland (2016) ·
Oostenrijk (2008) ·
Peru (1982) ·
Rusland (2012) ·
Senegal (2018) ·
Slowakije (2021) ·
Sovjet-Unie (1982) ·
Spanje (2021) ·
Tsjechië (2012) ·
Zweden (2021)